# میکروسکوپ روبشی فوتون
کارکرد میکروسکوپ تونلی روبشی فوتون ( PSTM ) مشابه کار با میکروسکوپ تونلی روبشی (ESTM) است ، با این تفاوت اصلی که PSTM شامل تونل کردن فوتون ها به جای الکترون ها از سطح نمونه تا نوک پروب است. پرتوی از نور بر روی یک منشور در زاویه ای بزرگتر از زاویه بحرانی محیط انکسار متمرکز شده است تا بتواند بازتاب کلی (TIR) را در درون منشور القا کند. اگرچه پرتوی نور از طریق سطح منشور انکساری در زیر TIR پخش نمی‌شود ، اما یک میدان شفاف نور هنوز در سطح موجود است. 

## تاریخ
میکروسکوپ نوری معمولی با استفاده از نورپردازی در سطح دور به تفکیک‌پذیری دست می‌یابد که با محدوده پراش ابی محدود شده‌است.
برای اولین بار مفهوم میدان نزدیک اسکن میکروسکوپ نوری shg 1972 نشان داده شد.

## میکروسکوپی روبشی میدان نزدیک بدون دریچه
- در SNOM بدون دریچه، چهار حالت تونل‌زنی فوتونی (PSTM) استفاده می‌شود که عبارتند از:[۲]
- حالت تونل‌زنی فوتونی (PSTM) به وسیله سوزن شفاف تیز
- حالت تونل‌زنی فوتونی (PSTM) به وسیله سوزن مات
- حالت تداخلی
- حالت تابش - بازتاب